# Хелвачаурі
Хелвачау́рі (груз. ხელვაჩაური) — містечко (даба), адміністративний центр муніципалітету Хелвачаурі, Аджарія, Грузія.
Розташоване за 8 км на південь від Батумі.